# Bob Smalhout
Bob Smalhout, né le 13 octobre 1927 à Amsterdam et mort le 2 juillet 2015 à Bosch en Duin, est un médecin, professeur d'université, chroniqueur et homme politique néerlandais.

## Biographie
Chef anesthésiste au Centre hospitalier universitaire d'Utrecht (1960-1969) et à l'hôpital militaire de la même ville (1960-1971), il devient professeur titulaire en anesthésiologie à l'université d'Utrecht en 1969. Il devient célèbre en 1972 lorsqu'il s'élève publiquement contre le trop grand nombre de décès hospitaliers dus à des erreurs d'anesthésie. Cette prise de position conduit à faire évoluer les pratiques d'anesthésie aux Pays-Bas et à réduire le nombre de décès. 
Retraité en 1992, il commence à écrire des chroniques d'opinion hebdomadaires pour De Telegraaf.
En 2003, il est tête de liste aux élections sénatoriales pour la Liste Pim Fortuyn, mais celle-ci ne remporte aucun siège.

## liens externes
- Notice dans un dictionnaire ou une encyclopédie généraliste :   - Biografisch Portaal van Nederland
- Notices d'autorité :   - VIAF
  - ISNI
  - IdRef
  - LCCN
  - GND
  - Pays-Bas
  - WorldCat